# Энгер, Сондре Хольст
Сондре Хольст Энгер (норв. Sondre Holst Enger; род. 17 декабря 1993, Хортен, Норвегия) — норвежский профессиональный шоссейный велогонщик, выступавший в 2017 году за команду AG2R Citroën.

## Достижения
2011
- 8-й на Чемпионате Европы по шоссейному велоспорту среди юниоров в групповой гонке
- 10-й на Гран-При Дании (юниоры) - ГК
- 10-й на Чемпионате мира по шоссейному велоспорту среди юниоров в индивидуальной гонке с раздельным стартом

2012
- 3-й на Ringerike GP

2013
- 1-й  — Чемпион Норвегии по шоссейному велоспорту среди мужчин в возрасте до 23 лет в групповой гонке
- 1-й   на Coupe des nations Ville Saguenay - ГК и ОК
- 3-й  на Чемпионате мира по шоссейному велоспорту среди мужчин в возрасте до 23 лет в групповой гонке
- 3-й на Туре Норвегии — ГК
  - 1-й  — МК
- 3-й на Ringerike GP
- 6-й на Hadeland GP
- 6-й на Skive–Løbet

2014
- 1-й  — Чемпион Норвегии по шоссейному велоспорту среди мужчин в возрасте до 23 лет в групповой гонке
- 5-й на Чемпионате мира по шоссейному велоспорту среди мужчин в возрасте до 23 лет в групповой гонке
- 5-й на Туре Фьордов — ГК
- 8-й на Чемпионате Европы по шоссейному велоспорту реди мужчин в возрасте до 23 лет в групповой гонке

2015
- 1-й на этапе 1 Тура Австрии

2016
- 1-й на этапе 6 Тура Хорватии
- 2-й на Туре Пикардии — ГК
- 3-й на Туре Норвегии — ГК
  - 1-й   — ОК
- 4-й на Чемпионате Норвегии по шоссейному велоспорту в групповой гонке
- 8-й на Ваттенфаль Классик

2018
2-й Трофео Порререс
| ГК | Генеральная классификация |
| ОК | Очковая классификация     |
| МК | Молодежная классификация  |

## Статистика выступлений наГранд Турах
| Гранд Тур | 2016 | 2017 |
| --------- | ---- | ---- |
| Джиро     | -    | -    |
| Тур       | 141  | -    |
| Вуэльта   | -    | -    |